# HD 77912
HD 77912 är en ensam stjärna belägen i den södra delen av stjärnbilden Lodjuret. Den har en skenbar magnitud av ca 4,56 och är svagt synlig för blotta ögat där ljusföroreningar ej förekommer. Baserat på parallax enligt Gaia Data Release 2 på ca 5,0 mas, beräknas den befinna sig på ett avstånd på ca 650 ljusår (ca 200 parsek) från solen. Den rör sig bort från solen med en heliocentrisk radialhastighet på ca 17 km/s. och har en egenrörelse på 23,1+2,9−1,1 km/s, vilket kan karakterisera den som en flyktstjärna.

## Egenskaper
HD 77912 är en gul ljusstark jättestjärna av spektralklass G2 II Ba0.2 med ett svagt överskott av barium i dess spektrum. Den har en massa som är ca 4,6 solmassor, en radie som är ca 33 solradier och har ca 1 170 gånger solens utstrålning av energi från dess fotosfär vid en effektiv temperatur av ca 4 900 K.